# Danky Djoutngo
Danky Djoutngo (ou Danki Djoungo) est un village du Cameroun situé dans la région de l'Extrême-Nord du Cameroun, le département du Diamaré, l'arrondissement de Bogo et le canton de Bogo Nord. 

## Climat
Le climat de la région est désertique selon la classification de Koppen. Il se caractérise par une sécheresse et une aridité permanente et donc un manque d'eau au sol et dans l'air. Ces conditions contraignent le développement de la vie animale et végétale dans la région et « amenuise les ressources » tout en hypothéquant la sécurité alimentaire.

## Population
En 1975, la localité comptait 160 habitants, 133 Peuls et 27 Mousgoum.
Lors du recensement de 2005, on y a dénombré 157 personnes, dont 80 hommes et 77 femmes.